# Świdry (Maliniec)
Świdry – część wsi Maliniec w Polsce, położona w województwie lubelskim, w powiecie janowskim, w gminie Potok Wielki.

## Historia
około 1763 roku Józef Sołtyk założył tutaj osadę leśną, której ludność zobowiązano do pomocy w polowaniach i strzeżenia lasów. Była to osada efemeryczna. W 1783 roku być może istniała tutaj maziarnia. Ponownie Świdry zaistniały w 1820 roku w dobrach
Potok Stany, będących własnością Pruszyńskich. W 1865 roku wieś liczyła 17 domów i 98 mieszkańców. Po uwłaszczeniu powstał folwark Świdry, który w 1877 roku należał do Szmula Rozenbauma i obejmował tartak, smolarnię, hutę szkła oraz cegielnię.
Na początku XX wieku folwark należał do J. Kleniewskiego, a we wsi istniał posterunek straży granicznej. Rozwijano gospodarkę rybną. W 1916 roku powstała szkoła powszechna. Podczas operacji Sturmwind I partyzantka radziecka stoczyła tutaj potyczkę z Niemcami. W 1944 roku folwark Świdry obejmujący 1061 ha (w tym 425 ha wód i 600 ha lasu) uległ parcelacji. Ostatnim właścicielem był L. Bieńkowski.
W latach 1975–1998 miejscowość administracyjnie należała do województwa tarnobrzeskiego. Według Narodowego Spisu Powszechnego (III 2011 r.) wieś liczyła 194 mieszkańców.